# Parafia św. Rocha w Radostowie
Parafia św. Rocha w Radostowie – parafia rzymskokatolicka należąca do dekanatu Bolesławiec diecezji kaliskiej.
Została utworzona  w 1924 r. Mieści się pod numerem 31.

## Historia
Historia Radostowa zaczyna się już pod koniec XIII wieku, ale pierwsze wzmianki dotyczące przynależności Radostowa do parafii są dopiero z XVI wieku. Wtedy to Radostów należał do parafii w Łubnicach. Potem aż do 1920 r. należał do parafii w Dzietrzkowicach. Kolejne wzmianki są właśnie z XX wieku, kiedy to w 1914 r. mieszkańcy Radostowa wznieśli we wsi drewnianą kaplicę. Sześć lat później Radostów został przeniesiony do parafii w Żdżarach, a 4 lata później Radostów stał się samodzielną parafią. Nowy, murowany kościół, który przetrwał do naszych czasów wzniesiono w Radostowie Drugim w 1939 r. i poświęcono go w ostatnich dniach sierpnia przed wybuchem II wojny światowej.